# Kostel svatého Vavřince (Hodonín)
Kostel svatého Vavřince je římskokatolický farní kostel ve městě Hodonín v okrese Hodonín. Jednolodní pozdně barokní kostel vznikl v letech 1780–1786 na místě staršího raně barokního kostela. Je chráněn jako kulturní památka.

## Historie
První hodonínský kostel, zřejmě situovaný v severní části dnešního náměstí, vznikl pravděpodobně po roce 1200. Poprvé je připomínán roku 1240 v listině pro tišnovský ženský klášter. Malý kostel přestal časem postačovat a byl nahrazen raně barokním chrámem orientovaným v severojižní ose, pravděpodobně vybudovaným kolem roku 1686 během panství Oppersdorfů. Ten pak o sto let později opět nahradil nový pozdně barokní kostel, který si ponechal dosavadní severojižní orientaci. Ze starého kostela zůstala věž, došlo pouze k úpravám zvonicového patra. Roku 1853 vznikla v podvěží kaple Božího hrobu. Během 2. poloviny 19. století proběhla úprava sakristie a nad ní byla vybudována oratoř. Poslední velká oprava kostela se uskutečnila na počátku 90. let 20. století. V roce 2016 dostal kostel novou fasádu.

## Popis

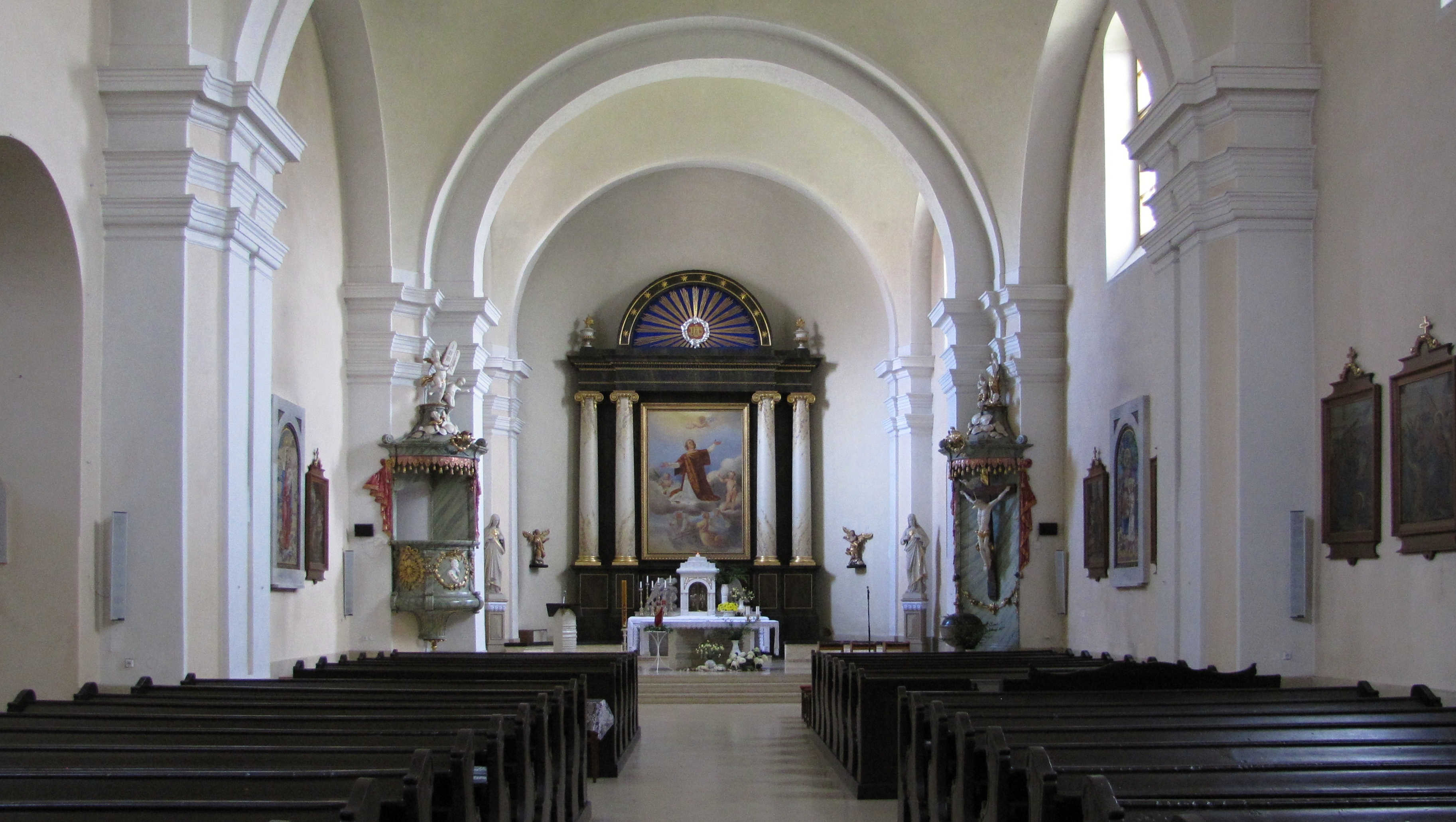
Interiér

Kostel svatého Vavřince stojí v centru města, uprostřed Masarykova náměstí. Jedná se o jednolodní neorientovanou stavbu, vybudovanou v severojižní ose. Obdélná loď kostela je zakončena kněžištěm se segmentovým uzávěrem. K ose východní strany lodi přiléhá věž a sakristie s oratoří v patře. Fasády jsou rozčleněny lizénami. Hlavní vstup je v jižním průčelí lodi, které završuje trojúhelníkový štít. Kněžiště a loď jsou zaklenuty plackami. Sakristie má klenbu valenou, oratoř nese plochý strop. Průchod mezi podvěžím a lodí je zakončen půlkruhovým obloukem. Podvěží je zaklenuto valeně. V jižní části lodi stojí kruchta, s parapetem neseným pilíři.
Zařízení kostela zahrnuje hlavní oltář s klasicistním retábulem s obrazem svatého Vavřince z roku 1841. Doplňují jej tři vedlejší mramorové retabulární oltáře ze 20. let 20. století. Kazatelna a křtitelnice pochází z roku 1788.
Ve zvonici se nachází reliéfy zdobený zvon ulitý roku 1640, v lucerně zvonice visí umíráček z roku 1714.